# Résolution 992 du Conseil de sécurité des Nations unies
Membres permanents
- Chine
- États-Unis
- France
- Royaume-Uni
- Russie

Membres non permanents
- Allemagne
- Argentine
- Botswana
- Honduras
- Indonésie
- Italie
- Nigéria
- Oman
- République tchèque
- Rwanda

Résolution no 991 Résolution no 993
La résolution 992 du Conseil de sécurité des Nations unies, adoptée à l'unanimité le 11 mai 1995, après avoir réaffirmé toutes les résolutions sur la situation dans l'ex-Yougoslavie, dont la 820 (1993), a abordé la liberté de navigation sur le Danube.
Le Conseil de sécurité souhaitait un accès maritime sans entrave sur le Danube. Des préoccupations ont été exprimées concernant les péages illégaux visant les navires étrangers transitant par le Danube sur le territoire de la république fédérale de Yougoslavie (Serbie-et-Monténégro). Il a été rappelé aux États leurs obligations en vertu de la résolution 757 (1992) faisant interdiction de mettre des fonds à la disposition de la république fédérale de Yougoslavie (Serbie-et-Monténégro) et la possibilité de demander le remboursement des sommes de péages illégalement imposés à leurs navires. Il a été noté que les navires détenus ou immatriculés en république fédérale de Yougoslavie (Serbie-et-Monténégro) se trouvaient sur la rive gauche du Danube tandis que des réparations étaient effectuées sur la rive droite de la rive. À cet égard, il a été reconnu que cette situation nécessiterait une exemption des dispositions de la résolution 820.
Agissant en vertu du chapitre VII de la Charte des Nations unies, il a été décidé que les navires de république fédérale de Yougoslavie (Serbie-et-Monténégro) pourraient utiliser les écluses roumaines sur la rive gauche du Danube. La résolution entrera en vigueur le lendemain du jour où le comité créé par la résolution 724 (1991) aura reçu de la Commission du Danube attestant que cette Commission s’est assurée que les préparatifs concernant les réparations des écluses des Portes de fer I sur la rive droite du Danube sont terminés. La résolution resterait en vigueur pendant une période initiale de 60 jours.
Il a été demandé à la Roumanie de surveiller l'utilisation des écluses et, si nécessaire, d'inspecter les navires et leur cargaison, afin de garantir qu'aucune marchandise ne soit chargée ou déchargée pendant le passage des navires à travers les écluses du système des Portes de fer I. Tout navire en violation des résolutions du Conseil de sécurité pourrait se voir refuser l'accès. Les exemptions prendraient fin le troisième jour ouvrable si des violations étaient signalées, sauf décision contraire du Conseil.

## Voir également
- Guerre de Bosnie-Herzégovine
- Dislocation de la Yougoslavie
- Guerre de Croatie
- Guerres de Yougoslavie